# Gare de Rosslare Strand
La gare de Rosslare Strand (en anglais: Rosslare Strand railway station; en irlandais: Stáisiún Thrá Ros Láir) est une gare ferroviaire de Rosslare dans le comté de Wexford en Irlande.

## Histoire
La station est ouverte le 24 juin 1882.